# Championnat de France de solutions
 (janvier 2016).
Si vous disposez d'ouvrages ou d'articles de référence ou si vous connaissez des sites web de qualité traitant du thème abordé ici, merci de compléter l'article en donnant les références utiles à sa vérifiabilité et en les liant à la section « Notes et références ».
Le Championnat de France de solutions de problèmes d'échecs est organisé tous les ans par l'AFCE (Association française pour la composition échiquéenne) dans le cadre de la RIFACE.

## Règlement
Ce championnat consiste à résoudre douze problèmes en deux heures et demi. La répartition des problèmes à résoudre varie d'une année sur l'autre, mais est souvent la suivante :
- Deux mats en 2 coups;
- Deux mats en 3 coups;
- Deux mats en 4 coups et plus;
- Une étude;
- Deux mats aidés;
- Deux mats inverses;
- Deux problèmes féeriques.

Ce championnat n'utilise pas la formule du Championnat du monde de solutions (dix-huit problèmes en six rondes) et ne comporte qu'une seule ronde pour les douze problèmes. Cette formule retenue par l'AFCE a l'avantage d'être accessible au plus grand nombre, puisqu'un solutionniste peut choisir de passer tout son temps sur un seul problème.
Ce championnat est pris en compte dans le calcul du classement mondial des solutionnistes.

## Résultats du Championnat de France
Le nom du Champion de France de solutions est écrit en gras. Les solutionnistes étrangers sont les bienvenus et apparaissent dans le classement, mais ils ne peuvent pas être champion de France. Ainsi, en 2009 le champion de France est Michel Caillaud.
En cas d'égalité, le départage se fait au temps mis pour résoudre les problèmes indiqué entre parenthèses.
Depuis 2022, le championnat a eu lieu simultanément en France et en Roumanie (le tableau dénombre les solutionnistes en France et en Roumanie).
| Édition | Champion                   | 2e                                   | 3e                                    | 4e                         | Participants |
| ------- | -------------------------- | ------------------------------------ | ------------------------------------- | -------------------------- | ------------ |
| 1998    | Garen Yacoubian 39,5/50    | Christian Poisson 30/50              | Fabrice Liardet 29,5/50               | Alain Villeneuve 25/50     | 18           |
| 1999    | Garen Yacoubian 48,5/50    | Michel Caillaud 45/50                | John Beasley 40,5/50                  | Alain Villeneuve 40/50     | 15           |
| 2000    | Michel Caillaud 49/50      | Ram Soffer 44/50                     | Christian Poisson 40/50               | John Beasley 35/50         | 14           |
| 2001    | Michel Caillaud 50/50 (70) | Garen Yacoubian 50/50 (97)           | Peter Van Den Heuvel 50/50 (105)      | Alain Villeneuve 42,5/50   | 18           |
| 2002    | Michel Caillaud            | Christian Poisson                    | Garen Yacoubian                       | ?                          | 23           |
| 2003    | Michel Caillaud            | Garen Yacoubian                      | Christian Poisson                     | ?                          | 19           |
| 2004    | Michel Caillaud            | Garen Yacoubian                      | Abdelaziz Onkoud                      | ?                          | 27           |
| 2005    | Alain Villeneuve           | Michel Caillaud                      | Claude Wiedenhoff                     | ?                          | 19           |
| 2006    | Michel Caillaud            | Garen Yacoubian                      | Alain Villeneuve                      | ?                          | 23           |
| 2007    | Michel Caillaud            | Alain Villeneuve                     | Abdelaziz Onkoud                      | ?                          | 21           |
| 2008    | Michel Caillaud 34/50      | Alain Villeneuve 32,5/50             | Garen Yacoubian 30,5/50               | Axel Gilbert 26/50         | 14           |
| 2009    | Dolf Wissman 49,5/50       | Michel Caillaud 45/50                | Axel Gilbert 42,5/50                  | Garen Yacoubian 38,25/50   | 19           |
| 2010    | Michel Caillaud 47/50      | Garen Yacoubian 45/50                | Jacques Dupin 40/50                   | Axel Gilbert 37/50         | 15           |
| 2011    | Michel Caillaud 48/50      | Pascal Wassong 45/50                 | Thomas Maeder 43/50                   | Jacques Dupin 40/50        | 13           |
| 2012    | Michel Caillaud 60/60      | Garen Yacoubian 50,5/60              | Pascal Wassong 45/60                  | Axel Gilbert 39/60         | 11           |
| 2013    | Michel Caillaud 49/60      | Garen Yacoubian 40/60                | Pascal Wassong 34,8/60                | Thomas Maeder 33/60        | 11           |
| 2014    | Michel Caillaud 49,5/60    | Garen Yacoubian 45,5/60              | Pascal Wassong 40,5/60                | Axel Gilbert 35,75/60      | 10           |
| 2015    | Michel Caillaud 60/60      | Garen Yacoubian 43,75/60             | Pascal Wassong 41/60                  | Axel Gilbert 28,75/60      | 15           |
| 2016    | Michel Caillaud 48,9/60    | Garen Yacoubian 24,75/60             | Jacques Dupin 22,5/60                 | Pascal Wassong 21/60       | 14           |
| 2017    | Michel Caillaud 50,9/60    | Garen Yacoubian 37,5/60              | Philippe Rouzaud 33/60                | Jacques Dupin 30/60        | 17           |
| 2018    | Michel Caillaud 44/60      | Roland Ott 36,8                      | Andreï Selivanov 35/60                | Dmitry Pletnev 34/60       | 15           |
| 2019    | Michel Caillaud 47.25/60   | Andreï Selivanov 45/60               | James Quah 35.5                       | Axel Gilbert 31/60         | 12           |
| 2020    | Michel Caillaud 55/60      | Axel Gilbert 29/60 (2e ex æquo)      | Garen Yacoubian 29/60 (2e ex æquo)    | Benjamin Defromont 20,8/60 | 9            |
| 2021    | Abdelaziz Onkoud 41,4/60   | Michel Caillaud 38,25/60             | Garen Yacoubian 37,1/60               | Axel Gilbert 35,4/60       | 14           |
| 2022    | Abdelaziz Onkoud 42,05/60  | Michel Caillaud 32/60                | Pascal Wassong 27,5/60                | Axel Gilbert 24/60         | 14+11        |
| 2023    | Kevinas Kuznecovas 41/60   | Andreï Selivanov 39,5/60             | Abdelaziz Onkoud 39,25/60             | Michel Caillaud 38,5/60    | 15+12        |
| 2024    | Michel Caillaud 55/60      | Abdelaziz Onkoud 50,5/60             | Pascal Wassong 29,5/60                | Axel Gilbert 26,5/60       | 12+6         |
| 2025    | Abdelaziz Onkoud 47,5/60   | Michel Caillaud 42,5/60 (2e ex æquo) | Joost Michielsen 42,5/60 (2e ex æquo) | Axel Gilbert 42/60         | 15+9         |